# Bankass
Bankass est une ville et une commune malienne, chef-lieu du cercle de Bankass, dans la nouvelle région de Bandiagara. située dans le pays dogon. La commune de Bankass comprend Bankass et 25 villages environnants.

## Géographie
La localité de Bankass est située sur la route régionale RR26 à 39 km, au sud du chef-lieu régional Bandiagara. 
|              | Dourou  | Koporokendié Nâ |
| Dimbal Habbé | Bankass | Pel Maoudé      |
|              | Soubala | Dougouténé 2    |

## Villages
La commune compte 26 localités relevées lors du recensement général de 2009. 
Les villages les plus peuplés sont :
- Bankass (7 398 habitants)
- Ogotema (2 880 habitants)
- Tanganaboye (1 760 habitants)

## Politique
| Année | Maire élu       | Parti politique |
| ----- | --------------- | --------------- |
| 2004  | Boureïma Guindo | CNID            |
| 2009  | Allaye Guindo   | URD             |